# Desmoxytes purpurosea

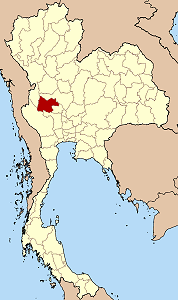
Таиланд, провинция Утхайтхани, в которой найден вид Desmoxytes purpurosea.

Desmoxytes purpurosea (лат.) — вид ядовитых пещерных двупарноногих многоножек из семейства Paradoxosomatidae из отряда многосвязов (Polydesmida). Из-за своей яркой розовой окраски был назван «ядовито-розовым драконом» (англ. Shocking Pink Dragon). Распространён в Юго-Восточной Азии. Включён в Список 10 самых замечательных открытий 2008 года.

## Распространение
Ориентальная область: Таиланд, провинция Утхайтхани (известковая разрушенная пещера Hup Pa Tard, Greater Mekong).

## Описание
Мелкие двупарноногие многоножки, их максимальная длина достигает 3 см; окраска тела яркая пурпурно-розовая; усики чёрные, голова коричневая. Усики длинные, достигают 8-го сегмента у самцов (или шестого у самок). Тело состоит из 20 сегментов с расширенными крыловидными паратергами. От близких видов, таких как Desmoxytes cervina (Pocock, 1895), Desmoxytes delfae (Jeekel, 1964), Desmoxytes planata  (Pocock, 1895), Desmoxytes pterygota Golovatch & Enghoff, 1994, и Desmoxytes rubra Golovatch & Enghoff, 1994, отличается окраской и наличием большего числа задних шипиков на средних сегментах тела (3+3 на метатергах в средней части тела, вместо 2+2, как у сходных видов). Способны производить синильную кислоту (HCN) для защиты от хищников.
Desmoxytes purpurosea, обладающий яркой розовой окраской, был назван в Списке 10 самых замечательных открытий 2008 года. Вид был впервые описан в 2007 году датским зоологом профессором Хенриком Ингоффом (Henrik Enghoff; Копенгагенский университет, Копенгаген) и его коллегами из Таиланда (Chirasak Sutcharit; Somsak Panha; Department of Biology, Faculty of Science, Chulalongkorn University, Бангкок), обнаружившим его в уникальной экосистеме Таиланда с полуразрушенными пещерами в местах произрастания такого дерева как сахарная пальма. Здесь вместе с новым видом встречены многоножки других семейств, например, Siphonorhinidae, Polyzoniidae, Pachybolidae и Harpagophoridae (Thyropygus allevatus).